# Schongau (stacja kolejowa)
Schongau (niem.: Bahnhof Schongau) – stacja kolejowa w Schongau, w kraju związkowym Bawaria, w Niemczech. Jest to stacja przelotowa, będąca punktem końcowym Fuchstalbahn z Landsberg am Lech i Pfaffenwinkelbahn z Weilheim in Oberbayern. Ponadto, nieczynna linia kolejowa do Kaufbeuren, zwana także Sachsenrieder Bähnle, rozpoczyna się na stacji Schongau. Według DB Station&Service ma kategorię 5 i jest obsługiwana codziennie przez około 20 regionalnych pociągów Bayerische Regiobahn (BRB).
Stacja Schongau została oddana do użytku w 1886 r. Przez Königlich Bayerische Staatseisenbahnen jako końcowy odcinek Fuchstalbahn. Wraz z rozbudową Pfaffenwinkelbahn w 1917 z Peißenberg do Schongau stacja stała się stacją przelotową, a po ukończeniu linii kolejowej do Kaufbeuren w 1923 stacją węzłową. W 1972 Deutsche Bundesbahn wstrzymało ruch pasażerski do Kaufbeuren, natomiast do Altenstadt prowadzony był ruch towarowy do 1992. W 1984 nastąpiło zawieszenie ruchu pasażerskiego na Fuchstalbahn. W latach 1921–1984 istniała w Schongau zajezdnia kolejowa z dwunastostopniową halą.

## Linie kolejowe
- Linia Weilheim – Schongau
- Linia Landsberg am Lech – Schongau – obecnie wykorzystywana w ruchu towarowym
- Linia Kaufbeuren – Schongau – nieczynna

## Połączenia
| Rodzaj pociągu | Trasa                                                                                                | Takt     |
| -------------- | --- | -------- |
| BRB            | Augsburg-Oberhausen – Augsburg Hbf – Mering – Geltendorf – Dießen – Weilheim – Peißenberg – Schongau | godzinny |